# Goniastrea retiformis
Espèce
Statut CITES
Goniastrea retiformis est une espèce de coraux appartenant à la famille des Merulinidae ou à la famille Faviidae.